# Francesc de Barbens
Francesc de Barbens, nascut com a Ramon Gener i Isant (Barbens, Pla d'Urgell, 20 de desembre de 1875 - Barcelona, 7 de novembre de 1920) fou un religiós caputxí (1891) i professor de filosofia i teologia català. Era conegut de tothom com a 'Pare Barbens'.
Nascut com a Ramon Gener i Isant, va canviar el seu nom pel de Francesc de Barbens amb el qual va signar els seus llibres i treballs. Va estudiar a l'Escola Pia de Tàrrega, i va entrar en l'Orde Caputxí en 1891. Va estudiar en els seminaris de Pamplona i Sarrià, i es va ordenar sacerdot el 1898. Exerceix de professor de Teologia a Sarrià i a Manresa. El 1903, va ser nomenat professor de filosofia en el convent d'Olot, a Girona, i va publicar els seus primers articles en publicacions locals -Revista Olotina i El Deber-. Des de 1908, va col·laborar en Estudios Franciscanos i el 1909 va ser traslladat al convent de Nostra Senyora de Pompeia, a Barcelona, on va romandre la resta dels seus dies, quan va morir a causa d'un coma diabètic.
Es va interessar en la psicopedagogia i col·laborà a l'Escola de Mestres de Barcelona, que va haver aviat de tancar. Va impartir algun curs de psicologia per a mestres, com ara a l'Escola d'Estiu de la Mancomunitat de Catalunya de 1915, a la Universitat Industrial de Barcelona. Preocupat pel desenvolupament de la "filosofia materialista i agnosticista" a Espanya, va respondre elaborant una psicologia de base espiritualista. En la seva obra van influir autors com Santiago Ramón y Cajal, el cardenal Mercier, i el catedràtic de filosofia Antonio Hernández Fajarnés.
Convençut de la necessitat que el mestre tingués algunes idees bàsiques de psicologia normal i patològica, en la seva tasca d'ensenyament i formació d'escolars, va elaborar alguns manuals didàctics, a la llum d'una ideologia cristiana i espiritualista, i d'altres sobre la situació dels manicomis i les reformes que l'autor estimava necessari introduir-hi. Va rebre la influència europea que el va portar a defensar la Psicologia experimental. I, al mateix temps, el pensament neotomista de l'època, des de la Universitat de Lovaina, el va portar a explicar les relacions entre matèria i esperit i l'enllaç funcional amb el sistema nerviós.

## Publicacions[6]
- El cerebro, los nervios y el alma en sus mutuas relaciones. Estudio experimental de Psicología normal y patológica, dedicado especialmente a Médicos, Sacerdotes y Abogados (1912)
- La moral en la calle, en el cinematógrafo y en el teatro. Estudio pedagógico-social (1914)
- Los enfermos de la mente. Estructura, funcionamiento y reformas que se imponen en los manicomios (1914)
- La Moral en la Calle, en el Cinematógrafo y en el Teatro (1914)
- Curso de Psicología Escolar para Maestros (1915)
- Introductio pathologica ad studium theologia moralis sive Doctrina clinica rite comprobata pro confessariis (1917)
- El ángel de la guarda, maestro y protector (1918)
- La vida en el cielo, estructura y funcionamiento de aquella sociedad (1920)